# Histoire de l'Yonne
L'histoire de l'Yonne est celle d'un département créé à la Révolution française, le 4 mars 1790 et dont le territoire recouvrait une partie des Anciennes provinces de France qu'étaient la Bourgogne (qui n'était plus le Duché de Bourgogne), la Champagne, le Nivernais, l'Orléanais et l'Île-de-France (avec le Gâtinais français).
Faisaient initialement partie de la Bourgogne : le comté d'Auxerre, le bailliage d'Avallon, l'enclave de Noyers, la baronnie de Tanlay. Étaient en Champagne : les comtés de Joigny et de Tonnerre. Le Nivernais, bien que dépendant du royaume de France, n'avait pas été rattaché au domaine royal en 1789 et comprenait Vézelay, les baronnies de Saint-Sauveur et Saint-Fargeau. Sans doute dans l'Orléanais : Rogny-les-Sept-Écluses, Bleneau, Champcevrais et peut-être aussi les communes de la basse vallée de l'Ouanne. Le Comté de Sens était annexé depuis 1055 à l'Ile-de-France.
Les découpages de l'autorité ecclésiastique étaient eux différents (avec la province ecclésiastique de Sens, les diocèses d’Auxerre, d’Autun et de Langres). Ils ont permis aux archevêques de Sens d'acquérir richesses et puissance comme en témoigne encore actuellement leur ancien palais archiépiscopal et peut-être la volonté des révolutionnaires, en 1790, de le transformer en diocèse de l'Yonne et celle du Concordat de 1801 de le rayer de la carte pour le réunir au diocèse de Troyes, l'archevêque de Paris héritant alors du titre d'archevêque de Sens.
Ne peut-on en conséquence penser qu'avant 1790, les habitants de ce territoire n'étaient absolument pas Icaunais dans leurs têtes et que leurs mentalités n'avaient rien à voir avec celles qui peuvent être les leurs au XXIe siècle, quand bien même la vie actuelle d'un habitant de Quarré-les-Tombes ne doit pas être comparable à celle d'un habitant de Sens ? Et si tant est que les législateurs de 1790 aient obtenu ce qu'ils souhaitaient :
...effacer jusqu’aux dernières traces des anciens préjugés ; substituer à l’amour-propre de province l’amour véritable de la patrie ; asseoir les droits de chaque homme et de chaque canton, en raison de leurs rapports avec la chose publique.

## Préhistoire et Antiquité

### Préhistoire

#### Paléolithique

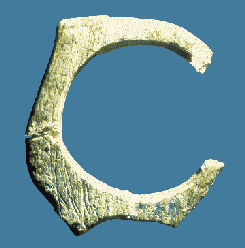
Pendeloque en os du Châtelperronien d'Arcy-sur-Cure (largeur 32 mm).

Le territoire actuel du département a été occupé par les hommes dès le Paléolithique inférieur, comme l'indiquent les travaux d'Augusta Hure dans le Sénonais et ceux d'André Leroi-Gourhan dans les grottes d'Arcy-sur-Cure.
Dans la région de Sens, les plateaux aux points d'eau nombreux, riches en silex, offraient des habitats propices aux chasseurs paléolithiques. Ces habitats ont perduré entre la glaciation du Riss et celle du Wurm. Les industries lithiques vont de l'Acheuléen moyen jusqu'à la fin du Moustérien.
Les premières fouilles archéologiques sont menées dans les grottes d'Arcy-sur-Cure par le marquis de Vibraye dès le XIXe siècle. Au XXe siècle, André Leroi-Gourhan continue les travaux archéologiques et découvre dans les grottes voisines du Renne et du Bison des restes dentaires néandertaliens (mandibule et maxillaire) pouvant être datés entre 80 000 et 35 000 av. J.-C.. Ses travaux ont permis de dater le début de l'occupation du site, qui remonte au Paléolithique moyen, il y a environ 200 000 ans, concerne plutôt les petites salles ouvrant sur l'extérieur (grottes de l'Hyène, du Loup, du Bison) ou les porches (grotte du Renne), que les galeries profondes.
Grâce à des conditions de conservation meilleures dans les grottes que sur les sites de plein air, les fouilles menées dans les grottes d'Arcy ont permis de découvrir plusieurs restes néandertaliens et de mettre au jour une stratigraphie aussi riche que celle des grottes de Dordogne.
Vers 35 000 av. J.-C., au début du Paléolithique supérieur marqué par un climat plus rigoureux, la population semble diminuer dans l'Yonne et se concentre dans les grottes du sud de la région. À Arcy-sur-Cure, la civilisation chatelperronienne est attestée. Elle se caractérise sur ce site par l'utilisation d'os de mammouths pour la chasse et la construction de hutte. Ce sont les premières habitations dans le département.
Vers 28 000 av. J.-C., la présence d'outils caractéristiques de l'Aurignacien indique l'arrivée à Arcy de l'Homme moderne. C'est à lui qu'on attribue la réalisation des peintures pariétales découvertes en 1990 dans la grande grotte, à plusieurs centaines de mètres de l'entrée. Ces peintures, représentations d'animaux, de mains négatives et de signes géométriques, ont été datées pour les plus anciennes à 28 000 BP ce qui en fait les plus anciennes de France après celle de la grotte Chauvet. La destruction de près de 80 % des peintures de la grotte, causée par le nettoyage des parois à l'aide d'un jet d'acide à haute pression dans les années 1970, n'en est que plus regrettable.
Sur le site de Marsangy, des fouilles effectuées dans les années 1970 ont mis au jour un campement de six tentes. Cet habitat temporaire, situé au bord de l'Yonne est attribué aux derniers Magdaléniens qui profitaient du radoucissement climatique, annonciateur de la fin de la dernière glaciation, et chassaient les troupeaux de rennes en parcourant les vallées de l'Yonne.

#### Néolithique
La révolution néolithique débute dans l'Yonne vers 4000 av. J.-C., avec l'arrivée de populations en provenance de l'est de l'Europe, le long du Danube. Ces premiers néolithiques rencontrent les derniers chasseurs-cueilleurs qui perpétuent le mode de vie paléolithique (site fouillé près de Saint-Julien-du-Sault ou de Véron). Les colons appartiennent à la culture rubanée, dont le nom fait référence aux décors en rubans des poteries. Leurs villages regroupent des grandes maisons de bois (habitat des Ormes à Charmoy). Le Rubané de l'Yonne présente des similitudes avec celui du Bassin parisien,. À Gurgy, la nécropole des Noisats a permis de mettre en évidence au néolithique moyen un peuplement familial étendu sur sept générations, avec un système de patrilocalité.
À partir de 3500 av. J.-C., la culture rubanée évolue sur place, influencée par les échanges avec d'autres populations et par des traditions locales. Des particularismes se développent et l'unité culturelle se fragmente, tandis que le groupe de Cerny, présent en Île-de-France, déborde sur l'Yonne. Des vestiges de cette culture ont été retrouvés à Charmoy, à Chaumont, à Passy-Richebourg ou encore à Villeneuve-la-Guyard. Des monuments religieux, et surtout funéraires commencent à apparaître. Le site de Villeneuve-la-Guyard semble avoir connu une occupation importante au cours du Néolithique.
Au néolithique moyen, vers 3000 av. J.-C., on assiste dans l'Yonne comme sur l'ensemble du Bassin parisien à l'épanouissement d'une nouvelle culture bien caractérisée : le Chasséen septentrional. D'origine méridionale, elle tire son nom du site de Chassey-le-Camp (sud de la Bourgogne). De nouvelles terres sont mises en culture : fonds de vallées, plateaux (site de la Grotte de Nermont à Saint-Moré). Dans la même période est attestée la mise en place d'une culture en provenance du Rhin : le Michelsberg. Enfin, les influences d'une culture de Côte-d'Or se font sentir : le Néolithique Moyen Bourguignon (Sermizelles, Escolives-Sainte-Camille).

### Antiquité

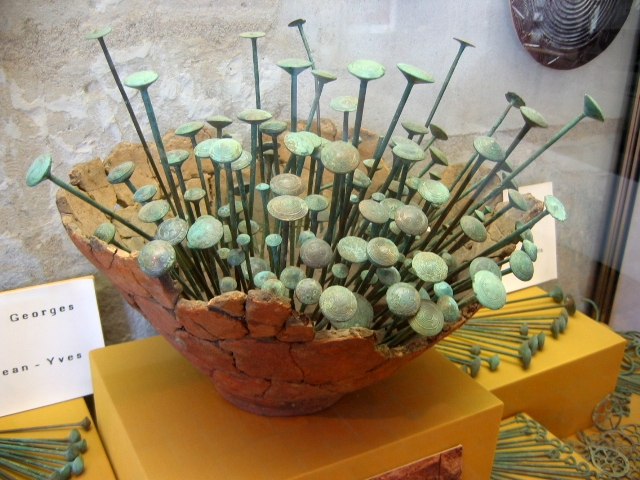
Le trésor de Villethierry exposé au musée de Sens.

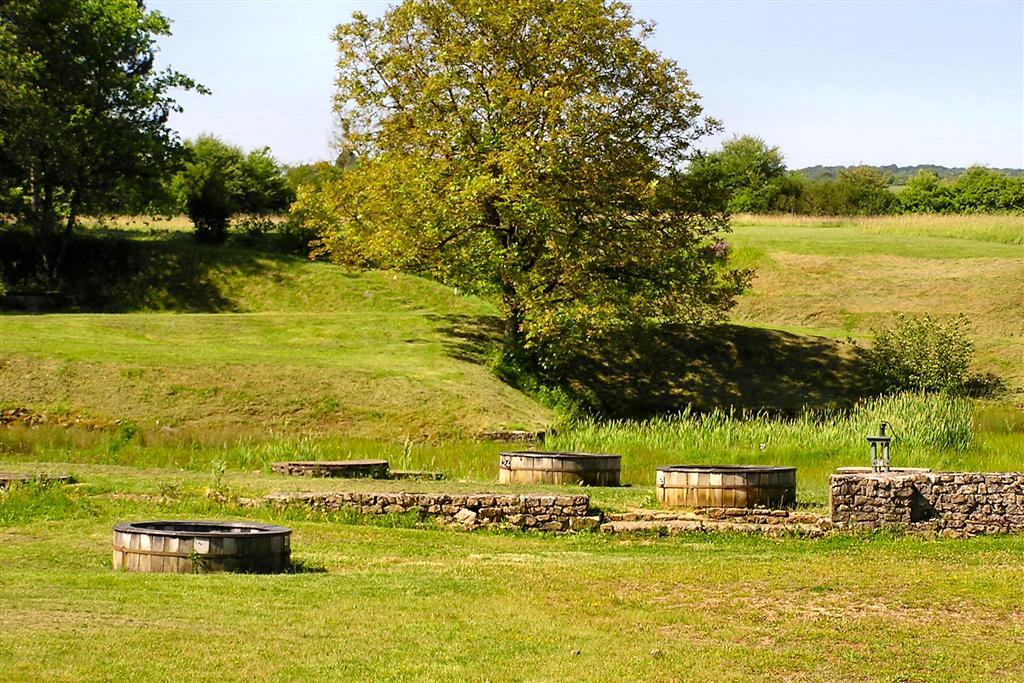
Bassin de captage permettant de recueillir les eaux salées aux Fontaines Salées et d'exploiter le sel.

Les principales voies romaines en Gaule, la Via Agrippa qui parcourt l'Yonne est représentée avec la couleur cyan.

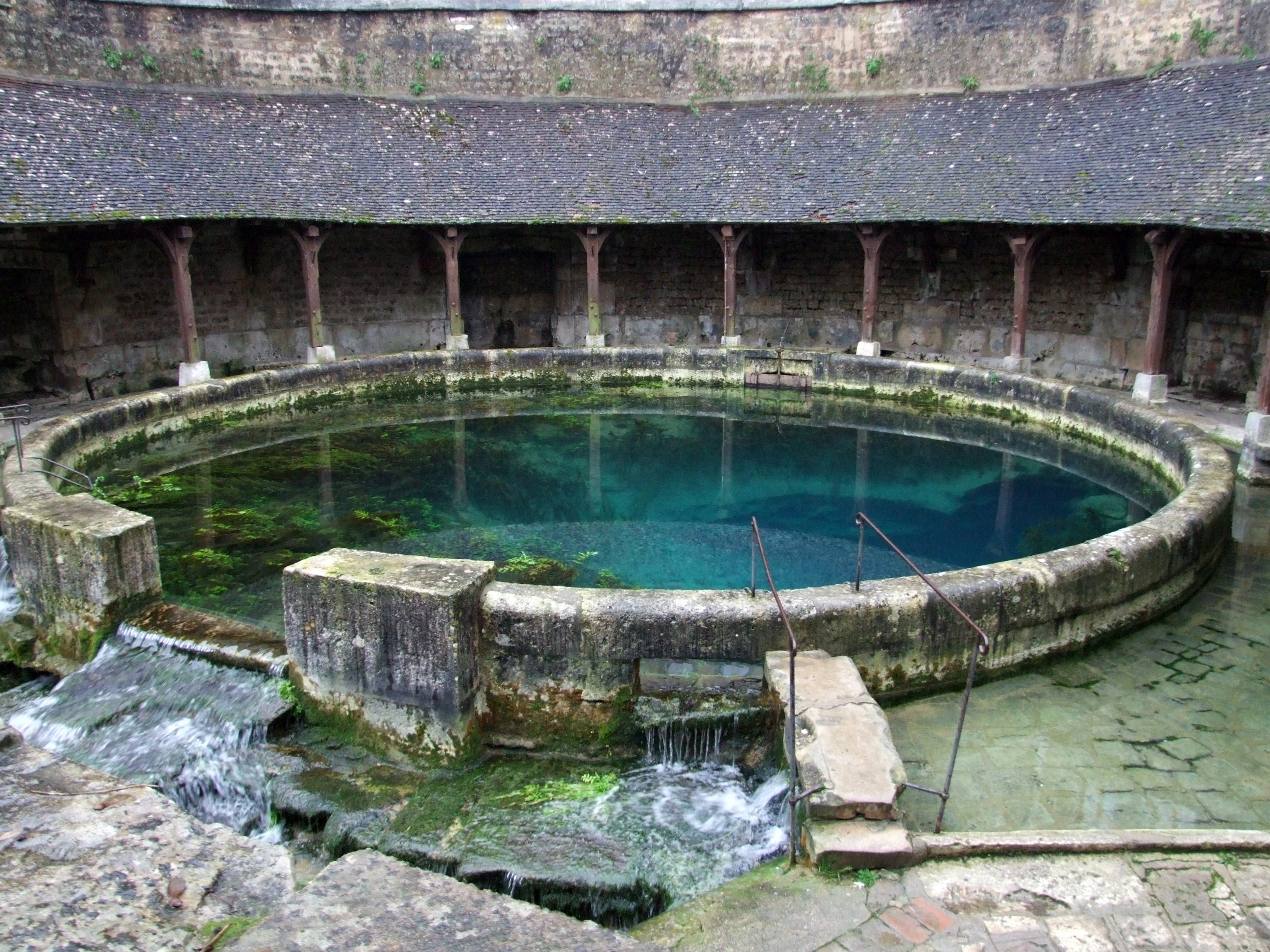
La Fosse Dionne, vestige de l'époque gallo-romaine, située à Tonnerre.

#### De l'âge du bronze à l'époque gauloise
À l'époque de l'âge du bronze, l'Yonne ne bénéficie pas de la présence de minerai de cuivre ou d'étain. Les populations locales doivent donc faire venir ces éléments depuis les régions voisines, c'est dans ce contexte qu'une poterie renfermant 867 bijoux a été découverte sur le site de Villethierry. C'est également à cette époque que des nécropoles, possédant de nombreuses offrandes, sont créées sur les sites de Chichery, Guerchy, Sainte-Pallaye et Villeneuve-la-Guyard.
Quelques objets datant de l'époque d'Hallstatt ont également été trouvés dans le département (une épée en fer à Champlay, un trépied en bronze près d'Auxerre) et permettent d'attester que probablement la route de l'étain passaient par l'Yonne. Au Hallstatt, les populations sont peu nombreuses dans la région, elles s'installent souvent sur des hauteurs (camp de Cora à Saint-Moré ou au Mont-Avrollot près d'Avrolles) ou dans des vallées (Gurgy, Villeneuve-la-Guyard).
Quelques vestiges archéologiques datent de cette période, dans l'Avallonnais principalement, avec dix-neuf captages en troncs de chêne évidés retrouvés sur le site des Fontaines Salées afin d'extraire le sel à partir d'eau salée ou dans le Sénonais, avec la découverte de nécropoles à Lailly, Fontaine-la-Gaillarde, Serbonnes, Sergines et Villeperrot contenant des objets en fer (épées et boucliers, fibules, pointes de lance et torques). À Guerchy, outre des armes de l'époque, les fouilles archéologiques ont permis de découvrir une statuette de cheval.
À partir de l’époque celte, des oppida, c'est-à-dire des noyaux urbains situés sur des hauteurs commencent à se créer sur différents sites (Mont Avrollot, Tonnerre et Avallon) le long des principaux axes de communication. Le territoire de l'actuel département est alors occupé par deux peuples gaulois : les Sénons et les Lingons, qui ont par ailleurs leur propre monnaie. Les Sénons pillent Rome en 390 av. J.-C. sous la direction de Brennus, même s'il est difficile aujourd'hui de prouver que les Sénons partis à la conquête de Rome venaient bien de Sens.
C'est de cette période que les habitants du département de l’Yonne ont gardé leur nom d’Icaunais provenant du nom de la rivière divinisée (icauna en latin).

#### Époque romaine
Après la victoire romaine remportée par Jules César sur les Gaulois de Vercingétorix en 52 av. J.-C. à la bataille d'Alésia, les Romains s'installent dans le département. Ils occupent rapidement les oppida situés au Mont Avrollon ou au camp de Cora, mais construisent également des villes le long des voies romaines qui parcourent l'Yonne.
Le réseau des voies romaines suit un axe bien particulier en allant du sud-est vers le nord-ouest à travers la célèbre Via Agrippa reliant Lyon à Boulogne-sur-Mer et qui passait par Sainte-Magnance, Avallon (Aballo), Saint-Moré, Auxerre (Autessioduro), Héry et Avrolles (Eburobriga). Un deuxième axe principal parcourait le département d'Entrains-sur-Nohain à Auxerre. Les principaux vestiges de ces voies romaines ont été découverts à l'occasion de fouilles préventives lors de la construction des réseaux ferroviaires et routiers actuels.
Les Romains ont édifié plusieurs villes dans le département, les plus importantes étant Agedincum (Sens) et Autessiodurum (Auxerre) :
- À Sens, la ville comportait à l'époque un amphithéâtre, des thermes possédant des sculptures, un forum, ainsi que de maisons avec des salles sur hypocauste et de nombreuses mosaïques. Au IIIe siècle, la ville se dote d'une enceinte fortifiée de trois kilomètres bâtie à partir des pierres des monuments romains détruits de la ville ou des monuments funéraires[13]. La ville devient à la fin du IIIe siècle, la capitale de la province de la quatrième Lyonnaise[14].
- À Auxerre, la présence de riches villae est attestée, ainsi que la probable existence de thermes. Un castrum, puis une muraille sont construits après les invasions des Bagaudes et des Francs, à partir des pierres des anciens monuments[13].

Pendant la période romaine, les campagnes icaunaises connaissent un certain dynamisme avec la présence de villae gallo-romaines le long des voies de communication (Fontenoy, Noyers) et dans les vallées (Gron, La Chapelle-Vaupelteigne, Migennes, Poiry), ainsi que des sanctuaires près des sources (Crain, Escolives-Sainte-Camille, Fontenoy, Avallon). Dans les campagnes ou les petites villes, des vestiges de petites industries sont attestés que ce soit dans les forêts avec le travail du fer (forêt de Puisaye, forêt d'Othe, forêt de Vézelay), de la céramique (Jaulges, Domecy-sur-Cure) ou de la tabletterie (Escolives-Sainte-Camille).
Au IVe siècle, des villes prennent déjà de l'importance, telle Auxerre qui devient civitas, Tonnerre (Tornodurum) et Avallon étant alors chefs-lieux de pagus. C'est l'époque où apparaissent les premiers évêques, tels ceux de Sens puis de Langres dont les luttes d'influence vont permettre l'apparition des vicomtes ecclésiastiques, exerçant localement leur autorité et la stabilité des diocèses quand les dominations temporelles subiront conquêtes, transactions familiales, influences dynastiques.

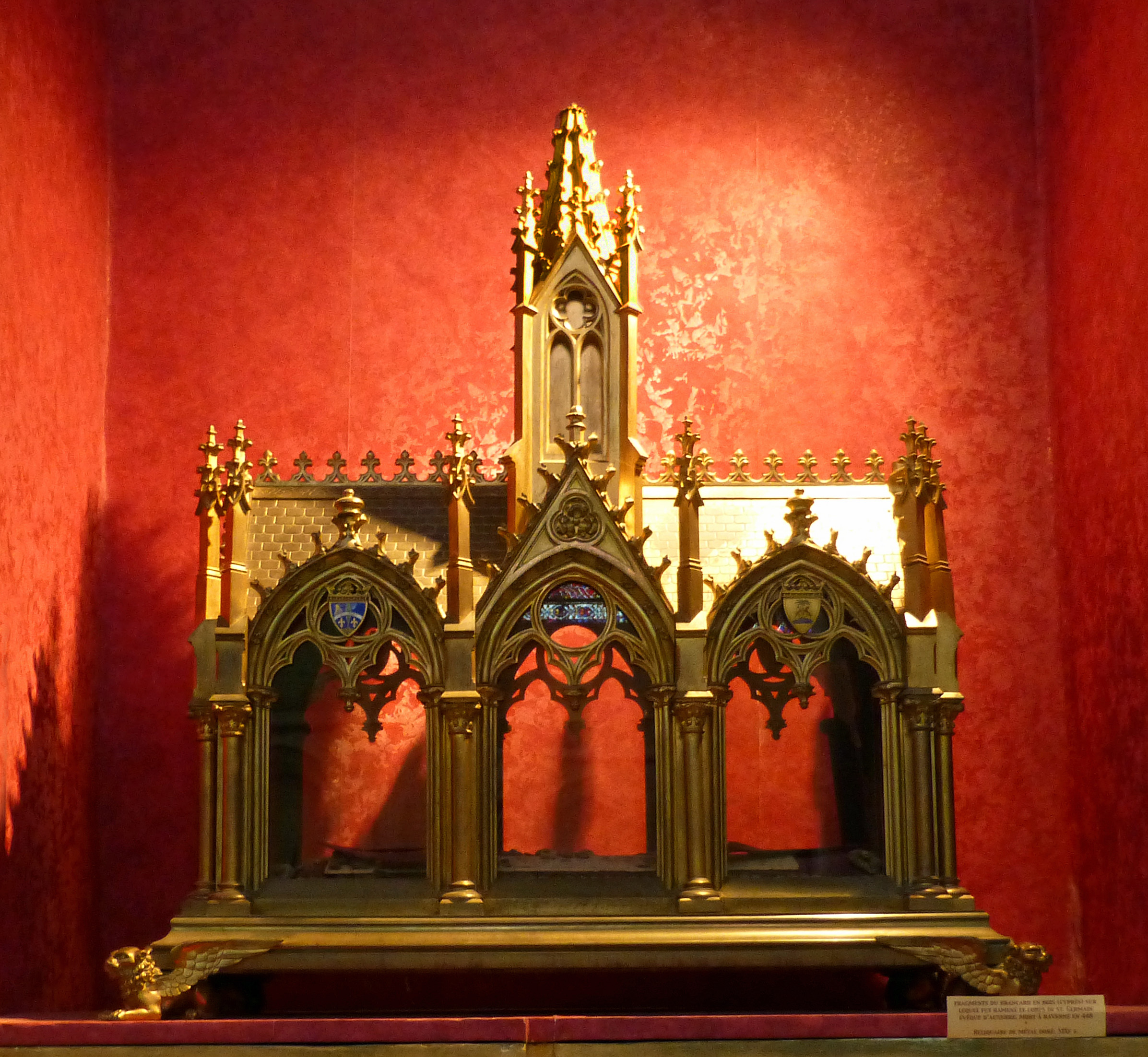
Fragments du brancard en bois sur lequel fut ramené le corps de saint-Germain, après mort à Ravenne en 448 à la demande de Galla Placidia.

Pendant l'Antiquité tardive, le culte chrétien s'organise. Durant les persécutions, saint-Savinien est envoyé par saint-Pierre pour évangéliser le territoire des Sénons et saint-Martin fait de même chez les Éduens. D'autres saints sont martyrisés comme sainte-Colombe qui meurt décapitée à Sens ou saint-Pélerin, premier évêque d'Auxerre. Saint-Amâtre et son successeur saint-Germain sont également très connus dans le territoire icaunais de l'Empire romain pour avoir été deux évêques d'Auxerre. Le plus célèbre, saint-Germain, est envoyé en 429 par le concile de Troyes en Bretagne pour lutter contre l'hérésie pélagienne et les Saxons. À son retour, il se rend à Ravenne, la capitale impériale, auprès de l'empereur afin de défendre les Armoricains contre les Alains. Il y meurt peu de temps après son arrivée et son corps est rapatrié à Auxerre par cinq femmes à la demande de la mère de l'empereur : Galla Placidia.
Au début du Ve siècle, à Auxerre, Saint-Amâtre fait transférer à l'intérieur de l'enceinte fortifiée l'église cathédrale de l'époque. Avant de mourir, saint-Germain avait d'ailleurs agrandi cette église avec la construction d'un petit oratoire, qui sera transformé en basilique au VIe siècle. À la fin du Ve siècle, l'Auxerrois compte une vingtaine d'églises, puis trente-sept à la fin du VIe siècle.

## Époque médiévale

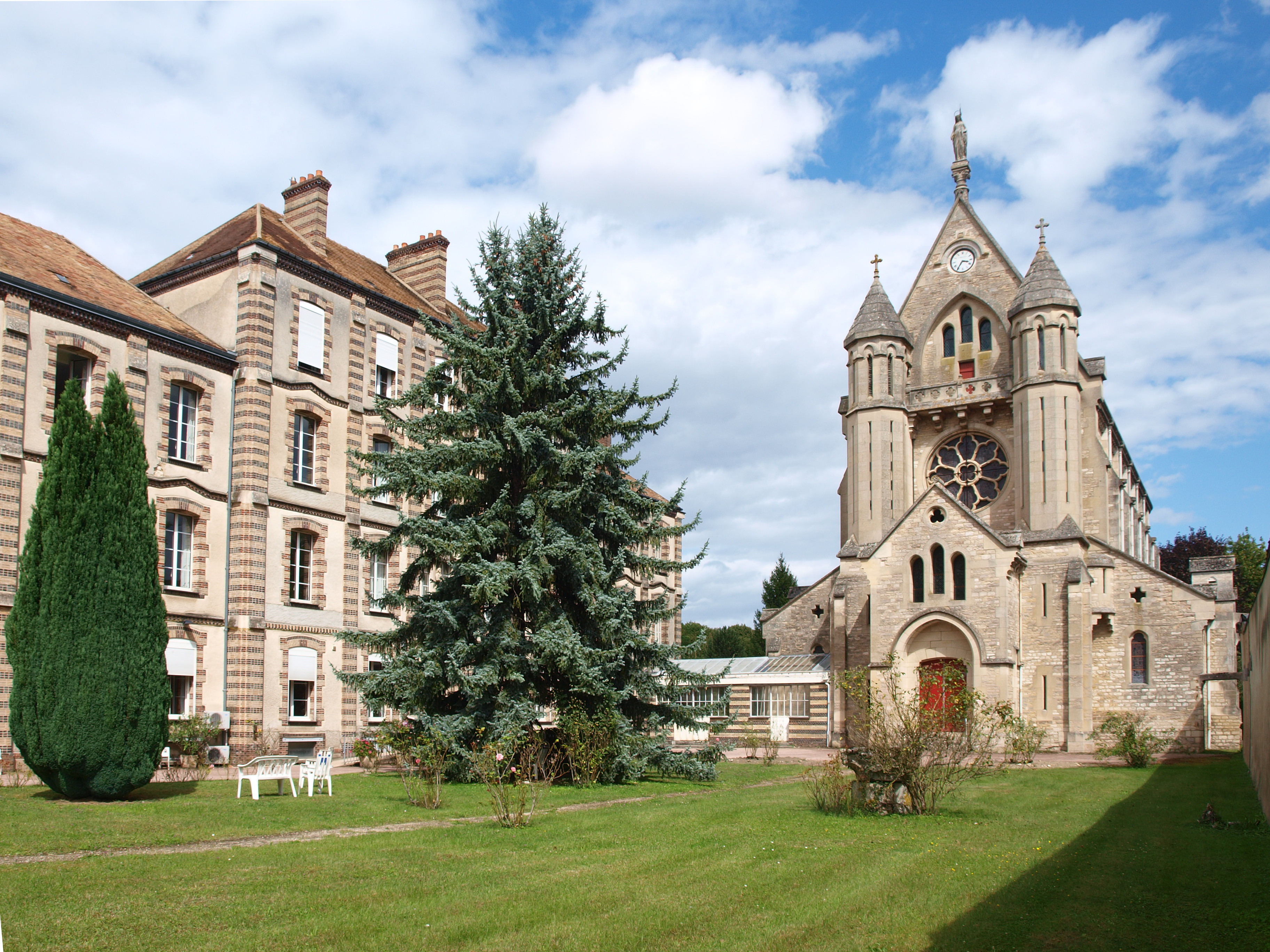
L'abbaye Sainte-Colombe de Saint-Denis-lès-Sens avec à droite la chapelle et devant celle-ci au premier plan les vestiges de l'ancien monastère datant de la fin du VI.

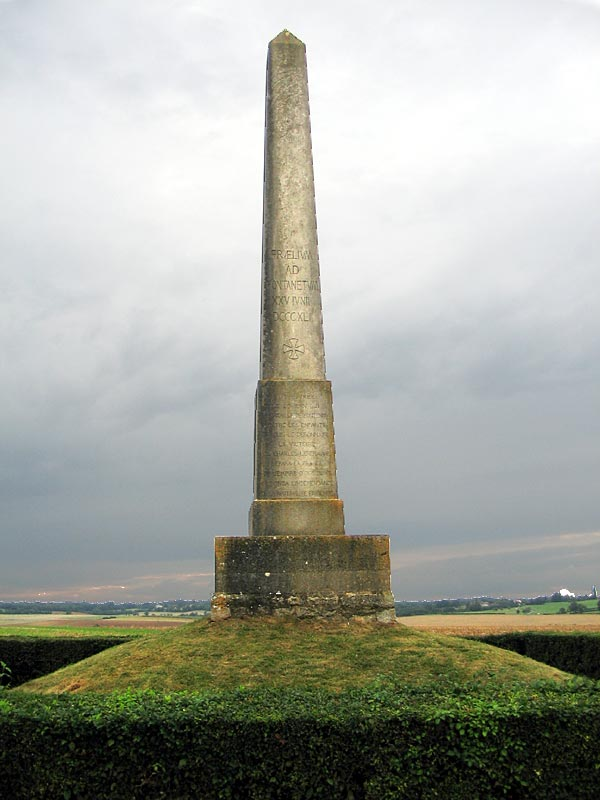
Obélisque élevé au XIX pour commémorer la bataille de Fontenoy-en-Puisaye entre les petits-fils de Charlemagne le 25 juin 841.

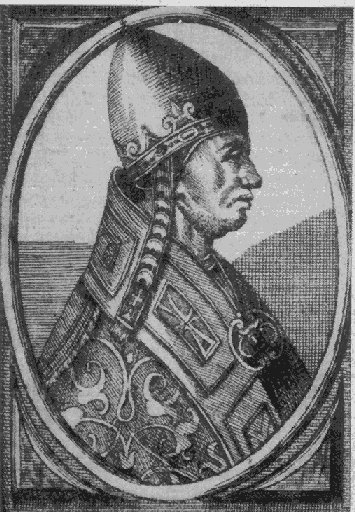
Portrait gravé du pape Alexandre III qui a séjourné pendant dix-huit mois à Sens à partir de 1163.

### Haut Moyen Âge
Au début du Ve siècle, entre 408 et 410, les Burgondes (puis les Francs) s'attaquent aux Romains et conquièrent le territoire, démantelant villas et temples un peu partout et les thermes gallo-romains des Fontaines Salées. Selon André Guillerme « Auxerre se pelotonne (...) sur un coin de plateau (...) ». Avec l’expansion du christianisme qui gagna alors les différents « pays » (pagus en latin) de l'Yonne, la province devint une métropole ecclésiastique et Sens fut le siège d'un archevêché dont dépendaient les diocèses de Chartres, d'Auxerre (dont saint Germain en est le gouverneur de l'Empire avant d'en devenir l'évêque), de Meaux, de Paris, d'Orléans, de Nevers et de Troyes que desservait la voie Agrippa.
Vers 519, une petite-fille de Clovis, Théodéchilde, fonde le monastère de Saint-Pierre-le-Vif de Sens. Quelques années plus tard, l'Yonne est intégré aux royaumes francs.
Le monachisme se développe dans l'Yonne à la fin du VIe siècle avec la création de bâtiments consacrés à la religion chrétienne : le monastère de Sainte-Colombe à Sens, la chapelle Saint-Martin (appelée aussi église Saint-Martin-du-Bourg) à Avallon ou une abbaye pour les femmes à Auxerre au VIIe siècle. Par ailleurs, le monastère de Sainte-Colombe à Sens et l'abbaye Saint-Germain d'Auxerre deviennent des monastères royaux sous la dynastie carolingienne.
Au IXe siècle, la ville d'Auxerre est l'un des centres intellectuels de l'Europe grâce à l'abbaye Saint-Germain où quatre écolâtres de l'époque y ont exercé entre 840 et la fin du IXe siècle : Haymon, Heiric, Murethach et Remi. C'est ainsi qu'une centaine de manuscrits ont été écrits sous leurs directions apportant une grande renommée au scriptorium de l'abbaye. Une nouvelle basilique est édifiée après la visite et la guérison de Conrad, un oncle de Charles le Chauve.
Le IXe siècle n'est pas une période calme pour le territoire icaunais, car les luttes intestines entre les petits-fils et héritiers de Charlemagne se déroulent même sur le territoire. La bataille de Fontenoy-en-Puisaye voit l'affrontement de centaines de fantassins, le 25 juin 841, entre Louis le Germanique et Charles le Chauve contre Lothaire, ce qui amène au serment de Strasbourg, puis au traité de Verdun en 843 qui scelle le partage de l'empire carolingien.
En 858, le puissant Girart de Roussillon et son épouse Berthe fondent, sans doute plus précisément à Saint-Père, l'abbaye de Vézelay tandis qu'en 876 les Juifs de Sens sont expulsés en même temps que les nones qu'ils avaient regardées de trop près.
À partir de 845, les Normands avaient commencé à piller la région en remontant les vallées de l'Yonne, de la Cure, de l'Armançon. En 859, reconstruite, l'église de l'abbaye de Saint-Germain d'Auxerre qui avait été pillée par les Normands est consacrée en présence du roi Charles le Chauve. Toujours en raison des pillages, les moines de Ferrières-en-Gâtinais se réfugient à Auxerre en 862. En 865, ils ravagent le Nivernais et l’Auxerrois. En 898, alors qu'ils hivernent entre Tonnerre et Montbard, Richard II le Justicier arrête leur avancée à Argenteuil-sur-Armançon puis à Saint-Florentin et arrive à les repousser dans la vallée de la Seine. En 901, il prend le titre de marquis de Bourgogne et c'est à Auxerre qu'il mourra en 921, dix ans après avoir permis que les Normands lèvent définitivement le siège d'Auxerre.
Peu à peu les grandes nécropoles disparaissent et les cimetières s'implantent dès le Xe siècle près des églises désormais construites dans chaque paroisse, au moment où le culte des reliques est en plein essor. C'est à cette époque qu'Avallon reçoit, en même temps qu'Autun, une partie des reliques supposées de St Lazare. C'est également à cette époque que les possesseurs d'un fief ajoutent son nom à celui de leur nom de baptême, puis le rendent héréditaire. C'est ce qui explique que deux frères puissent ne pas porter le même surnom après leur nom de baptême.

### Moyen Âge classique
Avec la fin des Carolingiens, des changements territoriaux affectent le territoire icaunais. Le Sénonais est rattaché au domaine royal, tandis que l'Avallonnais et l'Auxerrois alternent entre soumission au domaine royal ou au duché de Bourgogne du début du XIe siècle jusqu'à la fin du XIIIe siècle, tout en subissant les invasions normandes. En effet, Robert II le Pieux lance ses troupes au Nord de la Bourgogne et prend Avallon puis Auxerre en 1005.
Robert II le Pieux reçoit alors le titre de duc de Bourgogne. Ce n'est qu'en 1015 qu'il s'empare de Sens, et l'année suivante il donne son titre de duc de Bourgogne à son deuxième fils, Henri.
Outre la famine qui régna vers l'an 1030, Auxerre subit deux grands incendies du temps de l'évêque Hugues de Châlon.
À la fin du XIe siècle, le territoire qui correspond aujourd'hui à l'Yonne se couvre d'églises. L'abbaye Saint-Germain d'Auxerre suit le courant clunisien, mais c'est l'ordre de Cîteaux fondé quelques années plus tard qui va ériger de nombreuses églises dans l'Yonne comme l'abbaye de Pontigny, ou celle de Vauluisant, ou bien encore celle de Reigny.
C'est à Sens, vers 1130, qu'un nouveau style architectural plus léger, plus lumineux, utilisant l'ogive, apparaît avec la construction de la cathédrale Saint-Étienne.
Sens connaît également au XIIe siècle et XIIIe siècle plusieurs évènements majeurs. En 1163, devient le siège de la papauté car le pape Alexandre III s'installe dans la ville pour dix-huit mois après avoir été chassé de Rome par Frédéric Barberousse. Le 27 mai 1234, le mariage royal entre Louis IX et Marguerite de Provence est célébré dans la cathédrale Saint-Etienne par l’archevêque Gauthier le Cornu.
Au XIIe siècle, les villes se dotent de plusieurs établissements destinés à aider la population comme à Auxerre (hôtel-Dieu, léproserie, hôpital Saint-Antoine...), à Sens (léproserie sous la protection du pape Alexandre III) et à Tonnerre avec la fondation de l'hôpital à la demande de Marguerite de Bourgogne.
Née en 1249 ou 1250, Marguerite de Bourgogne, comtesse de Tonnerre, épouse Charles Ier d'Anjou, frère de Saint-Louis, à Trani dans le Sud de l'Italie en 1268 car trois ans plus tôt il avait conquis le royaume de Naples que les fameuses « Vêpres siciliennes » les obligèrent à quitter en 1282. Veuve en 1285 elle s'installe rapidement à Tonnerre où elle fonde en 1293 l'hôpital encore existant actuellement. Il ne faut pas la confondre avec une autre Marguerite de Bourgogne (1290-1315), n'ayant rien d'icaunaise, qui, en 1314, défraya la chronique avec Blanche de Bourgogne. Toutes deux belles-filles de Philippe IV le Bel, elles furent accusées d'adultère et la sœur de l'une d'entre elles, Jeanne II de Bourgogne, emprisonnée également pour complicité puis libérée : c'est à elle que l'on doit le Collège de Bourgogne de l'ancienne Université de Paris.

### Bas Moyen Âge
En 1359, les troubles de la Guerre de Cent Ans commencent à Tonnerre où le roi d'Angleterre Édouard III occupe la ville basse pendant cinq jours, tandis que les Grandes compagnies pillent Auxerre et en 1360 dévastent l'abbaye de Reigny, puis assiègent Villiers-Saint-Benoît en 1368.
Au XIVe siècle, Miles X de Noyers, exécuteur testamentaire du roi Louis X le Hutin, devient sous Philippe VI de Valois en 1336 et en 1343 bouteiller de France.
Tandis que la lèpre devait sévir de façon chronique comme partout ailleurs et le mal des ardents de temps en temps, comme à Préhy qui en garde la trace, au milieu de ce XIVe siècle un fléau n'épargne pas la région : la peste noire et la danse macabre de La Ferté-Loupière en garde sans doute le souvenir catastrophique : désertification des campagnes, mortalité importante. Le temps des Hommes est désormais compté et les tours de l'horloge le leur rappellent, comme celle d'Avallon construite en 1456 ou celle d'Auxerre, datant de 1483, indiquant l'heure solaire et l'heure lunaire. Les cadrans solaires qui restaient muets quand le soleil ne brillait pas et les clepsydres qui s'arrêtaient quand l'eau gelait en hiver disparaissent.
Au Moyen Âge, plusieurs territoires du département actuel furent de hauts lieux de la chrétienté :
L’influence sur la culture de la vigne des grandes abbayes est certaine, que ce soit celle de Saint-Germain à Auxerre au temps de Charles-le-Chauve et de ses successeurs, ou plus tard celle de l’abbaye Cistercienne de Pontigny, deuxième fille de Cîteaux qui, à partir de 1128, continua à développer le vignoble de Chablis.

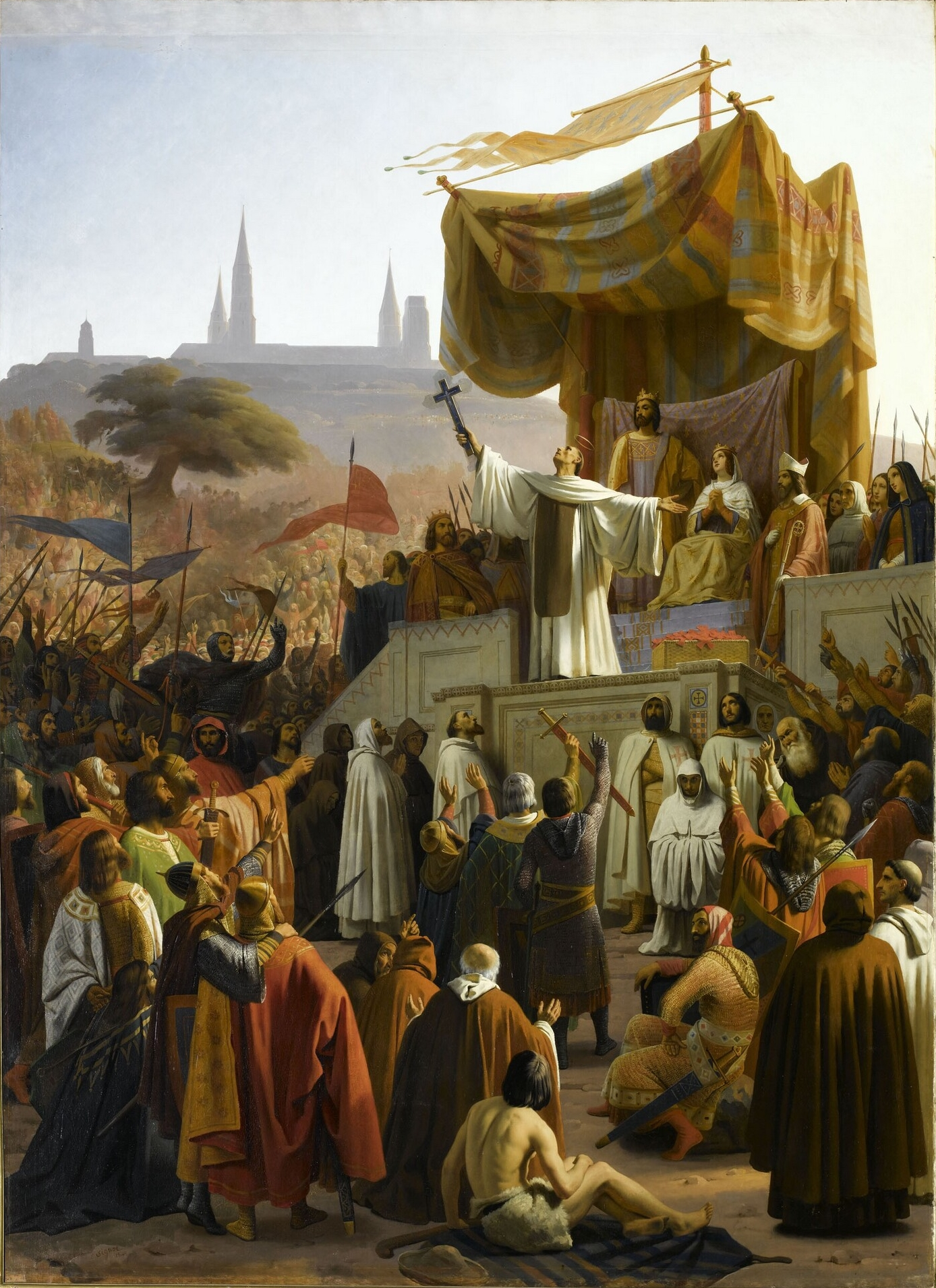
Saint-Bernard prêchant la deuxième croisade, à Vézelay, en 1146

Le Moyen Âge est marqué par les croisades. Vézelay, qui dépendait directement du pape, accueillit Saint Bernard qui, en 1146, y prêcha la deuxième croisade. C'est également dans cette ville que Philippe Auguste et Richard Cœur de Lion se retrouvèrent pour partir lors de la troisième croisade. La ville de Pontigny vit arriver des prélats anglais luttant contre la monarchie comme Thomas Becket, qui résida dans la ville de 1164 à 1166, Étienne Langton, de 1208 à 1213 ou Saint Edme, qui y fut enterré en 1240.
Les Templiers, dont la rue du Temple à Auxerre garde le souvenir, reçoivent alors de nombreuses donations et installent plusieurs commanderies situées dans le territoire actuel de l'Yonne comme celle de Coulours dans le pays d'Othe icaunais.
Les pèlerinages aussi ont leur importance puisque Vézelay devient également le point de départ d'un des quatre chemins qui mènent à Saint-Jacques-de-Compostelle.
Au XVe siècle, la Guerre de Cent Ans continue.
En 1414 Tonnerre est cette fois-ci assiégée par le duc de Bourgogne qui, contrairement à Edouard III d'Angleterre, prend la ville haute et la détruit totalement, tandis que le Tonnerrois est ravagé par ses troupes.
Alors que le comté de Sens avait été intégré au royaume de France dès 1015, celui d'Auxerre a connu quelques péripéties, malgré la paix signée dans ses murs en 1412. Un seigneur avallonnais, Claude de Beauvoir de Chastellux, en devenant un héros de la bataille de Cravant qu'il mena avec les Anglais contre les alliés écossais du roi de France, en 1423, permet que le comté laïc d'Auxerre redevienne bourguignon jusqu'en 1476. Grâce encore une fois à Claude de Beauvoir de Chastellus, Philippe le Bon reprend également Mailly-le-Château au roi de France en 1426.
Les bandes d'écorcheurs sévissent également et celle de Fortépice incendie et pille dans la région, détruisant même totalement le village de Méreuil en 1432.

## Époque moderne

### La Renaissance
Incarnée à Auxerre par l’évêque Jacques Amyot (1513-1593), la Renaissance apparut comme un renouveau avec la construction de châteaux (château d'Ancy-le-Franc, château de Tanlay, un quartier général de la Réforme mis en construction par un des chefs du parti huguenot, François d'Andelot, château de Saint-Fargeau, château de Maulnes) et l'embellissement des églises, comme le chœur de la cathédrale d'Auxerre.
À Vézelay un fils du gouverneur royal (puisqu'à la mort de Charles le Téméraire, Louis XI était devenu l'un des désormais deux ducs de Bourgogne), né en 1519, et pourtant prieur de cette ville, se convertira au protestantisme au décours d'une maladie grave en 1547, et deviendra un théologien célèbre : Théodore de Bèze.
Alors que plusieurs gouvernements (bourguignon, champenois, orléanais) et plusieurs diocèses (Sens, Auxerre, Langres et Autun) régissaient les territoires, les guerres de religion entre protestants et catholiques amenèrent aussi leur cortège de bûchers en 1538, puis de ruines et de pillages plus particulièrement au cours des années 1567 et 1568. Avant d'être assassiné à Jarnac en 1569, Louis Ier de Bourbon-Condé (1530-1569) s'était retiré à Noyers durant quelques mois. Ses deux premiers fils sont Henri, duc de Condé et François, duc de Conti.
C'est à cette époque que les barons de Nuits, seigneurs de Ravières, construisirent leur château sur les bords de l'Armançon. pour défendre les positions catholiques.
En 1589, un moine dominicain fanatique, né à Serbonnes, Jacques Clément, tue le roi Henri III.

### XVIIesiècle
La monarchie absolue favorise le développement du commerce, notamment par voies d’eau, ce qui pour l'Yonne s'avéra important.
Déjà universellement estimé, le vin d’Auxerre était conduit par bateaux jusqu’à Paris et de là envoyé dans les Flandres, en Prusse et même en Pologne. Le flottage du bois permettait à des trains de bois du Morvan d’arriver jusqu’à la capitale.
C'est l'époque de l'apparition du premier coche d'eau, le conseiller d'État Charles de Loménie ayant obtenu des lettres-patentes lui permettant de transporter des passagers et des marchandises d'Auxerre à Paris sur deux bateaux. Combien de futurs valets de ferme l'ont emprunté dans le sens Paris-Auxerre, dans les bras des nourrices chargées d'élever les enfants abandonnés et les orphelins ?
Jean-Baptiste Colbert de Seignelay implante des manufactures éphémères de draps de serge (pour réduire les importations en provenance de Grande-Bretagne), et de dentelles.
Par contre, craignant de ne plus pouvoir collecter l'intégralité de la gabelle, la Ferme générale fait combler les Fontaines salées de Saint-Père, la Bourgogne étant à cette époque un des pays de grande gabelle où l'on devait acheter obligatoirement une quantité fixe annuelle de sel, un sel qui rapportait par ailleurs des taxes de passage sur les bateaux marnais tellement chargés de sel que des travaux ont d'ailleurs été effectués pour eux au niveau du pertuis de Bailly.
En 1622, la province ecclésiastique de Sens perd l'évêché de Paris et le diocèse d'Orléans que le pape Grégoire XV érige l'un en siège archiépiscopal et l'autre en suffragant de Paris.
Durant la Fronde, la Bataille de Bléneau opposa en 1652 les armées du prince Louis II de Bourbon-Condé qui y furent gagnantes contre les armées royales de Turenne bien qu'elles furent finalement vaincues à Étampes.

En relisant Vauban, on peut se faire une idée de la complexité de l'organisation administrative des territoires de l'Yonne au XVIIe siècle : 
« L'élection de Vézelay est de la province de Nivernais, de l'évêché d'Autun, de la généralité et ressort de Paris, et la ville de Vézelay du gouvernement de Champagne. Elle est bornée au nord par l'élection de Tonnerre, à l'est par le duché de Bourgogne, à l'ouest par les élections de Nevers et de Clamecy, et au sud par celle de Châtel-Chinon. »

### XVIIIesiècle

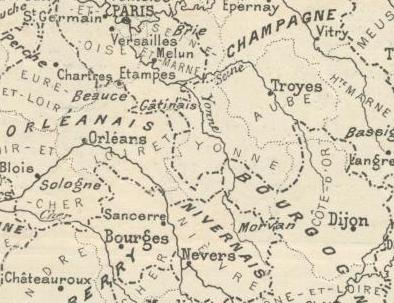
L'Yonne n'existait pas avant 1789-1790 et ses territoires faisaient partie de l'Île de France, avec son Gâtinais, de l'Orléanais, du Nivernais, de la Bourgogne et de la Champagne.

En 1713, sous la pression des Jésuites, le pape Clément XI accorde à Louis XIV la Bulle Unigenitus qui condamne le jansénisme. Cette bulle aura dans l'Yonne un certain retentissement en raison de la violence des écrits de l'archevêque de Sens qui était pour et de l'évêque d'Auxerre qui était contre, ce que Georges-Louis Leclerc de Buffon remarquera et mentionnera dans sa correspondance.
Avant la Révolution, Auxerre était un État particulier et seules Avallon et Auxerre avaient des représentants aux États généraux des États de Bourgogne. Tonnerre et Joigny étaient alors encore des comtés.

## Époque contemporaine

### La Révolution

Carte du département de l'Yonne en 1790.

Au XVIIIe siècle, en Puisaye, les paysans ont commencé à récolter de l'ocre qu'une à deux fois par an par des marchands hollandais leur achetaient car avant ces récoltes poyaudines qui ont d'ailleurs fait chuter les cours des ocres étant donné leur particularité de devenir rouges à la calcination, les ocres rouges avaient pour noms rouge de Prusse ou rouge de Hollande.
Pleins d’espoir dans la Révolution naissante, les habitants des pays de l’Yonne connurent la grande peur de l’été 1789. Le Département de l’Yonne nouvellement créé en 1790 est l’un des plus beaux du royaume selon Jean-Xavier Bureau de Pusy (1750-1806). Il était formé d’éléments de plusieurs généralités et son homogénéité était assurée par la rivière qui le traverse de part en part et qui lui a donné son nom.
De 1791 à 1793, les 7 districts (Auxerre, Sens, Joigny, Saint-Fargeau, Avallon, Tonnerre et Saint-Florentin) du département de l'Yonne fournirent 7 bataillons de volontaires nationaux.
En 1799, l'Yonne n'est plus le 84e département de la liste mais le 89e.

### XIXesiècle
En 1801 le département de l'Yonne compte 320 596 habitants.
En 1802 l'Yonne, toujours dernier département de la liste, est le 102e.

#### Premier Empire (1804-1814)
De cette période pendant laquelle, en 1812, l'Yonne est le 132e département français, la commune d'Annoux se souvient sans doute de Louis Nicolas Davout.

#### Cent-Jours (1ermars- 18 juin 1815)
Département avant tout rural, l'Yonne connut son heure de gloire avec le retour en France de "l’aigle", comme se faisait appeler Napoléon Bonaparte. La rencontre décisive entre le maréchal Ney et Napoléon eut lieu en effet à la préfecture d'Auxerre le 18 mars 1815. Les armées alliées occupèrent le département pendant l'été 1815.
Après la victoire des coalisés à la bataille de Waterloo (18 juin 1815), le département est occupé par les troupes autrichiennes de juin 1815 à novembre 1818 (voir occupation de la France à la fin du Premier Empire).

#### Seconde Restauration (1815-1848)
À l'époque l'instruction primaire n'en est qu'à ses débuts et les inspecteurs qui s'en sont allés, par coteaux et par vaux, au moment où la loi du 28 juin 1833, dite Loi Guizot, a commencé à être appliquée, ont certainement été surpris plus d'une fois, comme celui qui a visité les écoles du canton de Vézelay et de Dommecy-sur-Cure où un instituteur était tenu d'admettre cent seize élèves indigents (...) pour les 200 francs qui lui [étaient] alloués, comme traitement. Ou bien encore à Vault où l'école était un affreux cloaque, petit, sombre, enfumé, où les enfants [étaient] entassés ; les poutres et les solives vermoulues (...) étayées de tous côtés. (...) pour éclairer ce lieu infect, une fenêtre, ou mieux, un trou de deux pieds ou un peu plus... Du côté de Sens la plupart des instituteurs étaient chantres et fermaient l'école les jours d'enterrement ou de messe extraordinaire et les parents considéraient comme argent perdu l'achat des livres, préférant que leurs enfants apprennent à lire les psaumes, afin de pouvoir devenir enfants de chœur, ces enfants qu'un inspecteur compare à de petits Hottentots (...) sur cent élèves, on en trouve douze qui savent lire couramment et écrire passablement (...). Et il semblerait que, seul, M. le maire de Pourrain a fondé une école de filles dans sa commune qui est très bien tenue (...) De plus, il donne 50 francs par an pour acheter des livres aux élèves qui se sont distingués. Leur a-t-il permis de lire les publications de l'Icaunais Édouard Charton ?
L'insalubrité des écoles est cause d'un grand nombre de maladies graves et épidémiques et dans les campagnes on meurt à tout âge de la « petite vérole » car la variolisation n'y est pas en usage. Dans les villes, comme Joigny par exemple, on meurt de la fièvre typhoïde qui y est endémique.
Cela n'empêche pas Eugène Viollet-le-Duc de commencer à Vézelay, en 1840, sa première grande restauration d'un monument médiéval.
En 1844, l'État décide du tracé de la voie de chemin de fer du Paris - Dijon qui sera exploitée par la Compagnie des chemins de fer P.L.M. et ne passera pas par Auxerre, mais par Migennes, à proximité de Laroche-Saint-Cydroine, et par Tonnerre, c'est-à-dire les vallées de l'Yonne et de l'Armançon, tronçons icaunais de l'« Artère Impériale ».

#### Deuxième République (1848-1851)
En 1851, la population locale s'élève à 381 133 habitants.

#### Second Empire (1852-1870)
À la suite du coup d'État du 2 décembre 1851 les Républicains, notamment en Puisaye, fomentèrent un soulèvement qui eut lieu le 6 décembre mais qui fut sévèrement réprimé par le comte Rodolphe d'Ornano (préfet de l'Yonne de 1851 à 1853) sur le conseil de son prédécesseur le baron Haussmann et s'ensuivirent plus de 1500 condamnations ou arrestations et des "transportations" à Cayenne et en Algérie.
En 1854 est promulguée une loi sur les Livrets d'Ouvriers qui modifie celle de 1851. La Ville d'Auxerre les vendait en 1855 au prix de 25 centimes quand ils étaient cartonnés et en délivrait encore en 1859. C'était d'ailleurs le prix maximum prévu par la loi dont l'article 9 précisait : Le livret, visé gratuitement par le maire de la commune où travaille l'ouvrier, [...] tient lieu de passeport à l'intérieur, sous les conditions déterminées par les réglements administratifs. et l'article 12 du décret du 30 avril 1855 : Le livret ne peut être visé pour servir de passeport à l'intérieur, si l'ouvrier a interrompu l'exercice de sa profession, ou s'il s'est écoulé plus d'une année depuis le dernier certificat inscrit audit livret. La mobilité n'était donc pas à l'ordre du jour !
Sous le Second Empire, le développement des moyens de transport (chemin de fer, canaux, routes), n’empêcha pas un exode rural important.

#### Guerre franco-prussienne de 1870
Durant la guerre franco-prussienne de 1870-1871, le département fut envahi par les troupes ennemies de la Ire et à la IIe armée, sous les ordres du général en chef Edwin von Manteuffel et du prince Frédéric-Charles, neveu du roi de Prusse Guillaume Ier .
Auxerre, Sens, Tonnerre, Joigny, Saint-Florentin, Chablis et un grand nombre d'autres villes ont été occupées. Pourtant, dès le 5 octobre, le conseil général de l'Yonne doit voter des crédits spéciaux pour organiser la défense du département. C'est ainsi que le 21 octobre, une troupe composée de gardes nationaux attaquait sans grand résultat, à Grandpuits, près de Nangis en Seine-et-Marne, un petit détachement prussien. Cette "affaire de Grandpuits" eut un grand retentissement dans l'Yonne car elle avait soulevé une polémique, notamment en raison des réquisitions qu'elle avait engendrées.
Pourtant, le 11 novembre, malgré une tentative de résistance à Brienon-sur-Armançon, la ville de Joigny tombait aux mains des prussiens qui l'occupèrent jusqu'à la signature de la paix. Durant le mois de novembre 1870, l'ennemi parvint à entrer à Sens, Villeneuve-l'Archevêque et Tonnerre. Le 16 novembre, un détachement allemand arrivait à Chablis et quelques jours plus tard, après que l'artillerie prussienne ait bombardé Auxerre, le général Zastrow, commandant du VIIe corps, entrait dans la ville. La petite ville de Saint-Bris-le-Vineux subit le même sort.
Le 27 décembre, Courson-les-Carrières était livrée au pillage. Courant janvier, Avallon était bombardée et le 25 janvier une bataille eut lieu à Laroche, entre Joigny et Tonnerre à l'issue de laquelle les volontaires de l'Yonne réussirent à prendre la gare par surprise et détruire le pont du chemin de fer. L'armistice signée en fin janvier 1871 permis à Auxerre d'être préservée des bombardements, destructions.
Pendant la période d'occupation, le département fit partie du gouvernement général du nord de la France, dont le siège était à Versailles.
Les pertes pour le département de l'Yonne furent élevées tant en hommes qu'en termes d'édifices détruits ou endommagés, avec un coup de reconstruction qui avoisina les 6 millions de francs (914 000 €).

### Troisième République (1870-1945)
L’Yonne donna à la IIIe République des hommes politiques de premier plan, notamment Paul Bert (1833-1886), Jean Bienvenu-Martin, Paul Doumer et Pierre-Étienne Flandin, un Avallonnais. Elle lui donna également un mathématicien, membre de l'Académie des Sciences, Maurice René Fréchet (1878-1973).
Si, comme le dit Charles Péguy, « Le monde a plus changé entre 1880 et 1914 que depuis les Romains », qu'en fut-il dans l'Yonne à la Belle époque ?
Vers 1880-1890, la crise de phylloxéra qui détruisit 20 000 hectares de vignes, soit la moitié de la principale culture du département qui était alors le plus viticole de France, accélère l'exode rural déjà existant au début du Second Empire et la population du département ne s'élève plus qu'à 321 062 habitants en 1901.
La bouillie bordelaise avait pourtant remplacé le vitriol dès 1880, mais privés de leurs vignes, les vignerons plantent des cerisiers.

### Première Guerre mondiale
La guerre de 1914-1918 éprouva cruellement le département qui perdit encore 30 771 habitants entre 1911 et 1921, la grippe dite "espagnole" n'ayant pas épargné le département de l'Yonne.
La Chambre de Commerce d'Auxerre émet alors des billets de nécessité.
En raison du nombre important d'hectares de terres agricoles retrouvés en friches après cette guerre, de nombreux colons hollandais sont venus, apportant capitaux et savoir-faire, quelques familles de fermiers hollandais s’installant pour toujours dans l’Yonne.

### Dans l'entre-deux-guerres(1918-1939)
C'est en 1922 que le département de l'Yonne se voit attribuer le numéro de classement 89.

### Seconde Guerre mondiale
Dès le début de la Seconde Guerre mondiale, en septembre 1939, l'Yonne accueille des réfugiés de la région parisienne, surtout des enfants, ainsi que des Espagnols ayant fui les armées franquistes.
En juin 1940 l'Yonne est envahie par le Nord et Pont-sur-Yonne, Villeneuve-la-Guyard, Sens et Joigny sont bombardées ainsi que Villethierry, Vallery, Champigny, Chéroy, Jouy, Montacher, Saint-Valérien, Tonnerre où l'on compte 85 morts, puis Auxerre, Toucy avec 75 morts.
Dès la fin du mois de juin 1940 la IIIe République s'estompe et l'Yonne passe à l'heure allemande avançant ses pendules d'une heure tout en entrant désormais dans la "zone occupée" du gouvernement de Vichy et de ses collaborateurs.
Pendant cette guerre, et même dès son début par des actes isolés, la résistance participa activement à la libération du département, fin août 1944.
Issue souvent du mouvement pacifiste icaunais des années 1930, la résistance s’illustra grâce, entre autres :
- à la contre-propagande clandestine qui détourna l'opinion des Icaunais de l'État français malgré bien des rumeurs circulant dans un département surtout rural;
- aux sabotages des voies d'eau et des voies ferroviaires, des établissements au service des Allemands, à ceux des battages du grain ;
- au renseignement, en liaison radio avec Londres ;
- aux filières d'évasion et à l'organisation des parachutages

tandis que des maquis apparaissent spontanément avec pour origine de nombreux jeunes réfractaires, pas seulement icaunais, ayant préféré la clandestinité au STO (Service du travail obligatoire) avant de se structurer et d'être contraints à s'intégrer à la 1re Armée française, tel Adrien Sadoul, qui commandait le maquis en 1944 sous le pseudonyme de "Chevrier".

### L'Yonne depuis 1945
En 1946 la population de l'Yonne s'élève à 266 014 habitants.

#### Ouvrage
- Alain Bataille, Pascal Dibie, Jean-Pierre Fontaine, Jean-Charles Guillaume, Jean-Paul Moreau, Ferdinand Pavy, Line Skorka, Gérard Taverdet et Marcel Vigreux (préf. Henri de Raincourt), Yonne., Paris, Editions Bonneton, avril 1992, 428 p. (ISBN 2-86253-124-3)

#### Articles
- C. Girard-Farizy, « Le paléolithique inférieur et moyen de l'Yonne », L'Yonne, un département, CRDP de l'Académie de Dijon,‎ 1984 (ISBN 2-86621-043-3)
- Claude Mordant, « Le néolithique dans l'Yonne », L'Yonne, un département, CRDP de l'Académie de Dijon,‎ 1984 (ISBN 2-86621-043-3)
- B. Schmider, « Le paléolithique supérieur dans l'Yonne », L'Yonne, un département, CRDP de l'Académie de Dijon,‎ 1984 (ISBN 2-86621-043-3)